# یواس‌اس ربل (ای‌ام-۲۸۴)
یواس‌اس ربل (ای‌ام-۲۸۴) (به انگلیسی: USS Rebel (AM-284)) یک کشتی بود که طول آن ۱۸۴ فوت ۶ اینچ (۵۶٫۲۴ متر) بود. این کشتی در سال ۱۹۴۳ ساخته شد.